# Psicossomática
A psicossomática é uma ciência interdisciplinar que gera diversas especialidades da medicina e da psicologia, para estudar os efeitos de fatores sociais e psicológicos sobre processos orgânicos do corpo e sobre o bem-estar das pessoas. O termo também pode ser compreendido, tal como descreve Mello Filho, como "uma ideologia sobre a saúde, o adoecer e sobre as práticas de saúde, é um campo de pesquisas sobre estes fatos e, ao mesmo tempo, uma prática, a prática de uma medicina integral".
Para Franz Alexander (1891-1964), o termo "psicossomático”, por aparentemente sugerir uma dicotomia entre a mente e o corpo tem sido objeto de muita críticas, exatamente porque é esta dicotomia que o ponto de vista psicossomático tenta evitar. E se compreendemos os fenômenos psíquicos como sendo o aspecto subjetivo, como na abordagem psicanalítica de certos processos (cerebrais) fisiológicos, esta dicotomia desaparece. Ressalta ainda que apesar da inexatidão o termo deve ser mantida, mas precisa ser claramente e inequivocamente definido, devendo ser usado apenas para indicar um método de abordagem, tanto em pesquisa quanto em terapia, ou seja, descrevendo o uso simultâneo e coordenado de métodos e conceitos somáticos — isto é, fisiológicos, anatômicos, farmacológicos, cirúrgicos e dietéticos — de um lado, e métodos e conceitos psicológicos por outro lado 

## Significado
A palavra psicossomática, na visão dos profissionais de saúde que compreendem o ser humano de forma integral, não pode ser compreendida como um adjetivo para alguns tipos de sintomas, pois tanto a medicina quanto a psicologia estão percebendo que não existe separação ideal entre mente e corpo que transitam nos contextos sociais, familiares, profissionais e relacionais. Então, psicossomática é uma palavra substantiva que pode ser empregada para qualquer tipo de sintoma, seja ele físico, emocional, psíquico, profissional, relacional, comportamental, social ou familiar. No entanto, autores de suma importância na história e contribuição ao conhecimento científico em psicossomática relacional, como George Libman Engel da University of Rochester School of Medicine a do Instituto Psicanalítico de Chicago sustentam que a palavra psicossomática deve ser empregada como um adjetivo, pois ela qualifica uma ação, uma postura e abordagem bio-psico-social ao processo saúde-doença. Importante assinalar que o Introductory Statement do primeiro número do periódico Psychosomatic Medicine (1939), que é considerado o marco fundante da psicossomática, assinala que são os objetivos da psicossomática: estudar a inter-relação dos aspectos psicológicos com todas as funções terapêuticas e integrar as terapêuticas somáticas e psicológicas.

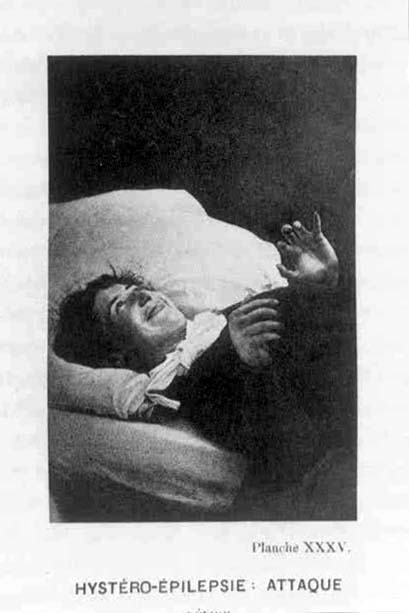
Ataque histérico documentado em paciente sob hipnose Salpêtrière em Paris (1876-1880) por D.M. Bourneville and P. Régnard

## Breve história
O termo medicina psicossomática começou a ser utilizado nas primeiras décadas do século XX, 1939 pode ser considerado uma data de sua consagração tendo como marco o início das discussões que resultaram na fundação da American Psychosomatic Society  em 1942 
Contudo é o resultado de séculos de elaboração até ser definida pela primeira vez por Johann Christian August Heinroth (1773–1843)  (psicossomática, 1918 e somatopsíquica, 1928). A psicossomática evoluiu das investigações psicanalíticas que contribuem para o campo com informações acerca da origem inconsciente das doenças, e mais especificamente dos estudos das paralisias e anestesias histéricas originados das contribuições pré - psicanalíticas de Jean-Martin Charcot (1825-1893) e Josef Breuer (1842-1925).
Segundo Alexander e Selesnick  o método psicossomático em medicina se estabeleceu a partir do estudo clínico e experimental sistemático da interação entre a mente e o corpo que só se tornou possível depois dos esclarecimentos filosóficos sobre ambos. Além das pesquisas sistemáticas do próprio Alexander e equipe do Instituto Psicanalítico de Chicago (1932) sobre o adoecimento e padrões de conflito e tipos de personalidade utilizando a concepção psicanalítica de Sigmund Freud (1856-1939), em especial os conceitos de conversão histérica e o método da livre associação os referidos autores apontam como pioneiros da medicina psicossomática: Georg Groddeck (1866–1934); Ernst Simmel (1882-1947) na Alemanha;  Felix Deutsch (1884-1964) em Viena; Smith Ely Jelliffe (1866-1945) nos Estados Unidos e Ángel Garma (1904–1993) na Argentina. Destacando ainda as contribuições de Helen Flanders Dunbar (1902-1959) sobre semelhanças psicológicas entre pacientes com uma mesma doença orgânica e os esclarecedores estudos sobre a fisiologia das emoções desenvolvidos por Walter Bradford Cannon (1871–1945).
Outra contribuição relevante, para compreensão multidisciplinar que temos hoje, veio do sociólogo Talcott Parsons (1902-1979) em 1951 ponderando sobre a vantagem que o indivíduo obtém, mesmo que indiretamente, quando adoece e desempenha o papel do doente (sick role). Em seguida dos estudos behavioristas com homens e animais que resultaram na medicina comportamental. Atualmente a psicossomática tem se desenvolvido segundo uma ótica multidisciplinar promovendo a interação de vários profissionais de saúde, dentre eles, médicos, fisioterapeutas e psicólogos.
Naturalmente outras correntes e escolas teóricas podem ser constituídas revendo-se os trabalhos publicados que adquirem notoriedade na comunidade científica se somam ao longo do tempo, sem esquecer das contribuições reconhecidas  a posteriori. Não desconhecendo as contribuições do filósofos e médicos gregos da medicina hipocrática e seus sucessores galênicos, cristalizada na frase do poeta, mens sana in corpore sano, uma das primeiras pessoas no mundo ocidental a refletir sobre a medicina psicossomática, em parâmetros semelhantes aos atuais, foi a filósofa espanhola Oliva Sabuco, já no século XVIII, quando publicou vasta obra sobre o assunto.

## Perspectivas de interpretação/ intervenção e patologias
Apesar da história e da lógica de muitas das referidas contribuições, literalmente e redutivamente, alguns profissionais de saúde ainda especulam sobre uma única causa orgânica, ou fazem a distinção entre as doenças psicossomáticas e outras atribuídas a uma multiplicidade de fatores predominantemente orgânicos, sejam  de causas genéticas, acidentais, ambientais e, neste caso limitam as manifestações psicossomáticas exclusivamente às alterações com causas de origem psicológicas. A hipocondria e a pseudociese por exemplo teriam origem exclusivamente psíquica ou ainda as neurose vegetativas ou orgânicas (organo-neuroses), sejam elas respostas fisiológicas exageradas que acompanham os estados de tensão emocional ou como na concepção de Sándor Ferenczi (1873-1933) se originando na "incapacidade" de simbolização de conflitos através de sonhos e fantasias. Entre as apuradas observações de Ferenczi não se pode deixar de citar a identificação do que denominou de  pato-neuroses ou perpetuações de sintomas mesmo após a cessação da causa física.
Na visão junguiana ou da psicologia integral, todo sintoma é psicossomático e pode ser um meio para que o processo do autoconhecimento possa acontecer, pois não há processos psíquicos nem processos vitais isolados. Eles sempre ocorrem em relação uns com os outros, ambos fazem parte de uma mesma configuração em suas complexidades operacionais. 
Entre outras possibilidades de interpretação de conflito postuladas pela corrente psicanalítica, que poderiam ser citadas, incluem-se as dificuldades de dar (expelir) e reter (absorver) explicitadas por Alexander (Alexander e Selesnick o.c.) nas doenças gastrointestinais; as concepções de que a mente, por não conseguir resolver ou conviver com um determinado conflito emocional, passa a produzir mecanismos de defesa com o propósito de deslocar a dificuldade e/ou "ameaça" psíquica para o corpo, chegando mesmo a indução de mutações físicas, oriundas do afeto doloroso. [carece de fontes?] e os fatores associados à depressão inicialmente interpretadas por Freud como associas à perda do objeto amado e ao luto.
Segundo Mello Filho (2005 o.c.) a expressão doença psicossomática foi utilizada inicialmente para referir-se apenas a certas doenças como a úlcera péptica, asma brônquica, hipertensão arterial e colite ulcerativa onde as correlações psicofísicas eram muito nítidas posteriormente foi-se percebendo que tal concepção é potencialmente válida para todas as doenças.
Apesar dessa possível generalização já imaginada por Freud quando fez a recomendação que todo médico além de sua especialidade deveria ser treinado em psicanálise, o conceito de doença psicossomática persiste face à evidente relação de algumas patologias com fatores emocionais ou psicológicos como por exemplo:
- Artrite;
- Asma; Rinite;
- Enxaqueca
- Gastrite;
- Úlcera péptica;
- Obstipação / Colite ulcerosa

O sistema límbico é a unidade responsável pelas emoções no cérebro humano

- Impotência e outras disfunções sexuais;
- Hipertensão arterial;
- Fibromialgia;

A demanda por intervenções psicológicas e  estudos sobre causalidade por fatores emocionais nas alergias  doenças auto-imunes como psoríase e vitiligo  praticamente tem se constituído como uma nova especialidade ou ramo da medicina psicossomática a psiconeuroimunologia. O mesmo tem acontecido com o desenvolvimento das pesquisas sobre a multicausalidade de fatores determinantes nas diversas formas de câncer e originado inter-disciplinas como a psico-oncologia pediátrica ou simplesmente psico-oncologia.
Observe-se também que o surgimento dos sintomas psicossomáticos dependem e variam com pelo menos três fatores interdependentes, tais fatores estão diretamente ligados ao grande desafio de conceber, classificar e tratar tais patologias, haja vista que os sintomas podem variar dependendo do estilo de vida e idiossincrasias pessoais . Tal concepção acaba sendo a melhor explicação de patologias nas quais não consegue-se definir e provar cientificamente outra causa. São os referidos fatores:
- Qualidade/ estilo de vida, incluindo hábitos alimentares, atividades físicas, sedentarismo, etc.
- Herança genética, que pode deixar os indivíduos mais predispostos para desenvolverem alguns tipos de doenças.
- Fatores psicoafetivos de acordo com o manejo das emoções, dos traumas e dos sentimentos de abandono, rejeição, inclusão, culpa, etc.

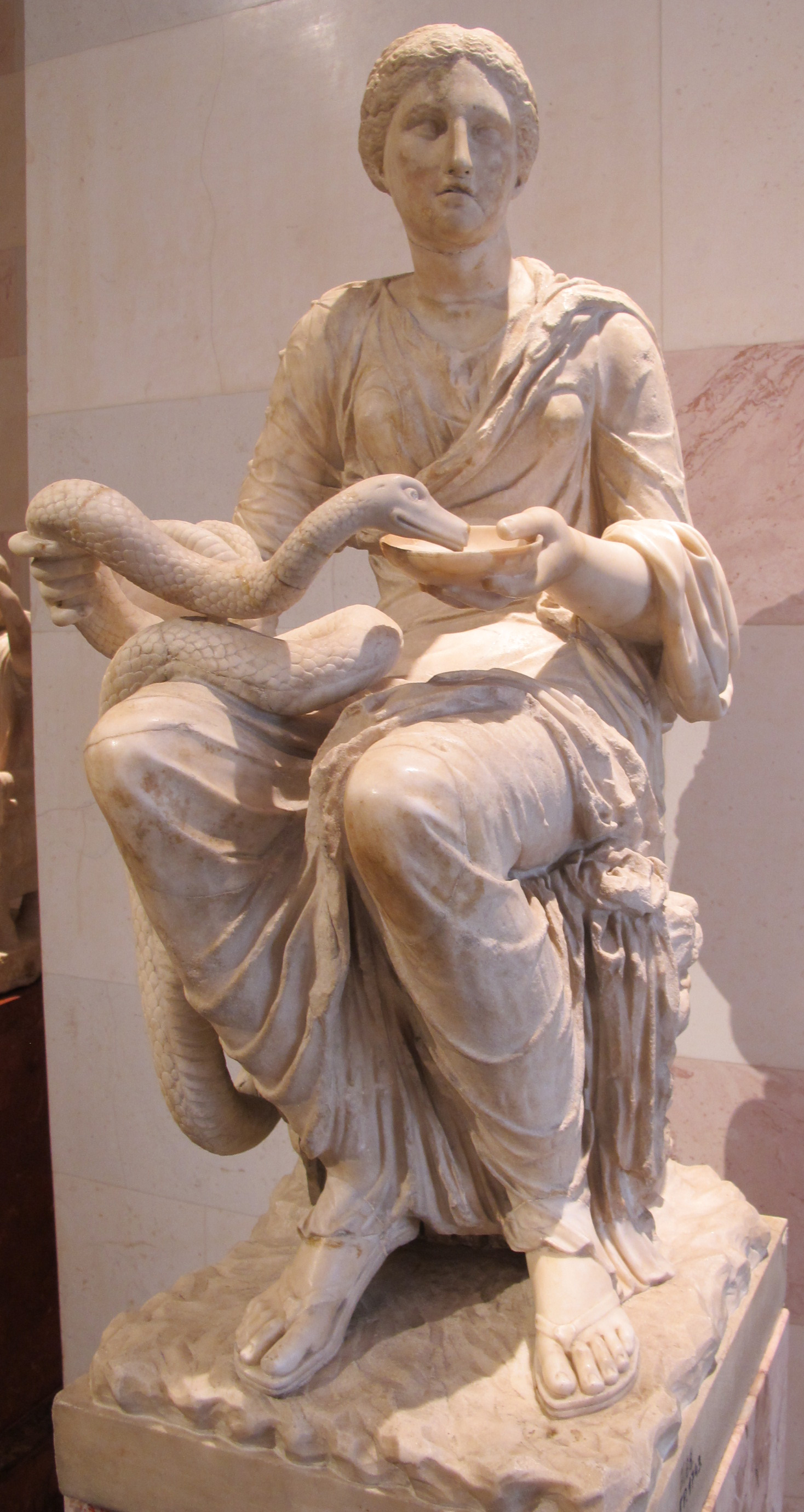
Hígia, a deusa da saúde, limpeza e sanidade